# برنئول
برنئول (به انگلیسی: Borneol) یک ترکیب شیمیایی با شناسه پاب‌کم ۶۵۵۲۰۰۹ است. 

## کاربرد
در حالی که دی‌برنئول (d-borneol) انانتیومری بود که به طور معمول در دسترس بود، اکنون ال‌برنئول (l-borneol) انانتیومر بیشتری است که به شکل تجاری در دسترس است و همچنین در طبیعت وجود دارد.
(+)-Borneol از گونه‌های دوبال‌میوه‌ها در طب سنتی چین استفاده می‌شود. توصیف اولیه‌ای از آن در رسالهٔ پن تسائو کانگ مو یافت می‌شود.
برنئول یکی از اجزای بسیاری از اسانس‌هاست است و یک دافع حشرات طبیعی به شمار می‌رود. همچنین حس خنکی مشابه با جوهر نعنا (منتول) را از طریق TRPM8 ایجاد می‌کند.
لیو-برنئول (Laevo-borneol) در عطرسازی استفاده می‌شود. این ماده دارای بوی بالزامیک با جنبه‌های کاج، چوبی و کافور است.
دکسترو برنئول (dexborneol) در اداراونه/دکستربرنئول (edaravone/dexborneol)، دارویی که در چین برای سکته مغزی تأیید شده است، استفاده می‌شود.